# Наговицин, Пимен Николаевич
Пимен Николаевич Наговицин (1924 — 6 октября 1944) — младший сержант Рабоче-крестьянской Красной Армии, участник Великой Отечественной войны, Герой Советского Союза (1944).

## Биография
Пимен Наговицин родился в 1924 году в селе Катанда (ныне — Усть-Коксинский район Республики Алтай). После окончания шести классов школы работал в колхозе. В 1942 году Наговицин был призван на службу в Рабоче-крестьянскую Красную Армию. С августа того же года — на фронтах Великой Отечественной войны.
К марту 1944 года младший сержант Пимен Наговицин командовал отделением автоматчиков 529-го стрелкового полка 163-й стрелковой дивизии 40-й армии 2-го Украинского фронта. Отличился во время форсирования Южного Буга. 13 марта 1944 года Наговицин во главе группы автоматчиков переправился через реку в районе города Ладыжин Винницкой области Украины и принял активное участие в боях за захват и удержание плацдарма на его западном берегу.
Указом Президиума Верховного Совета СССР от 13 сентября 1944 года младший сержант Пимен Наговицин был удостоен высокого звания Героя Советского Союза.
6 октября 1944 года Наговицин погиб в бою. Похоронен в румынском селе Микешти.

## Награды
Был также награждён орденами Ленина и Красной Звезды, рядом медалей.